# مارووانتازا
مارووانتازا (به لاتین: Marovantaza) یک منطقهٔ مسکونی در ماداگاسکار است که در بخش انالالاوا واقع شده‌است. مارووانتازا ۱۱٬۰۰۰ نفر جمعیت دارد و ۶۱ متر بالاتر از سطح دریا واقع شده‌است.